# Zacualtipán, Hidalgo
Zacualtipán är en ort i Mexiko.   Den ligger i kommunen Zacualtipán de Ángeles och delstaten Hidalgo, i den sydöstra delen av landet, 140 km norr om huvudstaden Mexico City. Zacualtipán ligger 1 990 meter över havet och antalet invånare är 17 090.
Terrängen runt Zacualtipán är kuperad söderut, men norrut är den bergig. Runt Zacualtipán är det ganska glesbefolkat, med 22 invånare per kvadratkilometer. Zacualtipán är det största samhället i trakten. I omgivningarna runt Zacualtipán växer i huvudsak blandskog.